# Hadiya Khalaf Abbas
Hadiya Khalaf Abbas (en árabe: هدیة خلف عباس‎,  Gobernación de Deir ez-Zor, 1958-13 de noviembre de 2021) fue una política siria que sirvió como presidenta del Consejo Popular de Siria de junio de 2016 a julio de 2017, siendo la primera mujer que ocupó este cargo.

## Biografía
Abbas nació en la gobernación de Deir ez-Zor en 1958 y obtuvo un doctorado en ingeniería agrícola de la Universidad de Alepo. También fue profesora en la Universidad Al-Furat.

### Carrera política
Después de las elecciones parlamentarias sirias de 2016, Abbas fue elegida presidenta del Consejo Popular de Siria en la primera sesión de la cámara el 6 de junio de 2016, convirtiéndose en la primera mujer en llegar a este cargo. Ella ganó sin oposición. 

### Destitución
El 20 de julio de 2017, el Parlamento de Siria emitió una resolución en la que destituye a Abbas de su cargo de presidenta, con una mayoría de votos de los miembros. Abbas fue acusada por algunos parlamentarios de «impedir que algunos miembros presentaran su intervención y hacer la vista gorda ante su voluntad de discutir una serie de artículos de acuerdo con las normas constitucionales», un comportamiento que otros parlamentarios describieron como «irresponsable, negligente e ilegal». El vicepresidente fue nombrado orador interino hasta que tuvo lugar la votación de Hammouda Sabbagh como sucesor de Abbas el 28 de septiembre de 2017.

## Muerte
Abbas murió el 13 de noviembre de 2021 en el Hospital Militar de Deir ez-Zor a la edad de 63 años, después de sufrir un ataque cardíaco.